# برکوت ایر
برکوت ایر (به انگلیسی: Berkut Air) یک شرکت هواپیمایی است که در تاریخ ۲۰۰۰ میلادی تأسیس شده است.
دفتر مرکزی برکوت ایر در آستانه، قزاقستان واقع شده‌است.